# Rogotwórsk
Rogotwórsk – wieś sołecka w Polsce położona w województwie mazowieckim, w powiecie płockim, w gminie Drobin.
Miejscowość jest siedzibą rzymskokatolickiej parafii św. Wawrzyńca w dekanacie raciążskim, diecezji płockiej. 
Wieś duchowna, własność prebendalna płockiej kapituły katedralnej w 1542 roku, położona była w drugiej połowie XVI wieku w powiecie raciąskim województwa płockiego. W latach 1975–1998 miejscowość administracyjnie należała do województwa płockiego.
W 1917 urodził się tu Józef Żabowski, profesor Politechniki Warszawskiej.